# 13267 Bolechowski
13267 Bolechowski este o planetă minoră (asteroid) din centura de asteroizi. A fost descoperită pe 17 august 1998 la Magdalena Ridge Observatory⁠(d) de Lincoln Near-Earth Asteroid Research. 
Obiectul prezintă o orbită caracterizată de o semiaxă mare de 3,1073358 UAi, o excentricitate de 0,17, o înclinație de 3,71137 ° în raport cu ecliptica.